# Cyphon arcuatus
Cyphon arcuatus är en skalbaggsart som beskrevs av Hatch. Cyphon arcuatus ingår i släktet Cyphon och familjen mjukbaggar. Inga underarter finns listade i Catalogue of Life.